# Фотографія

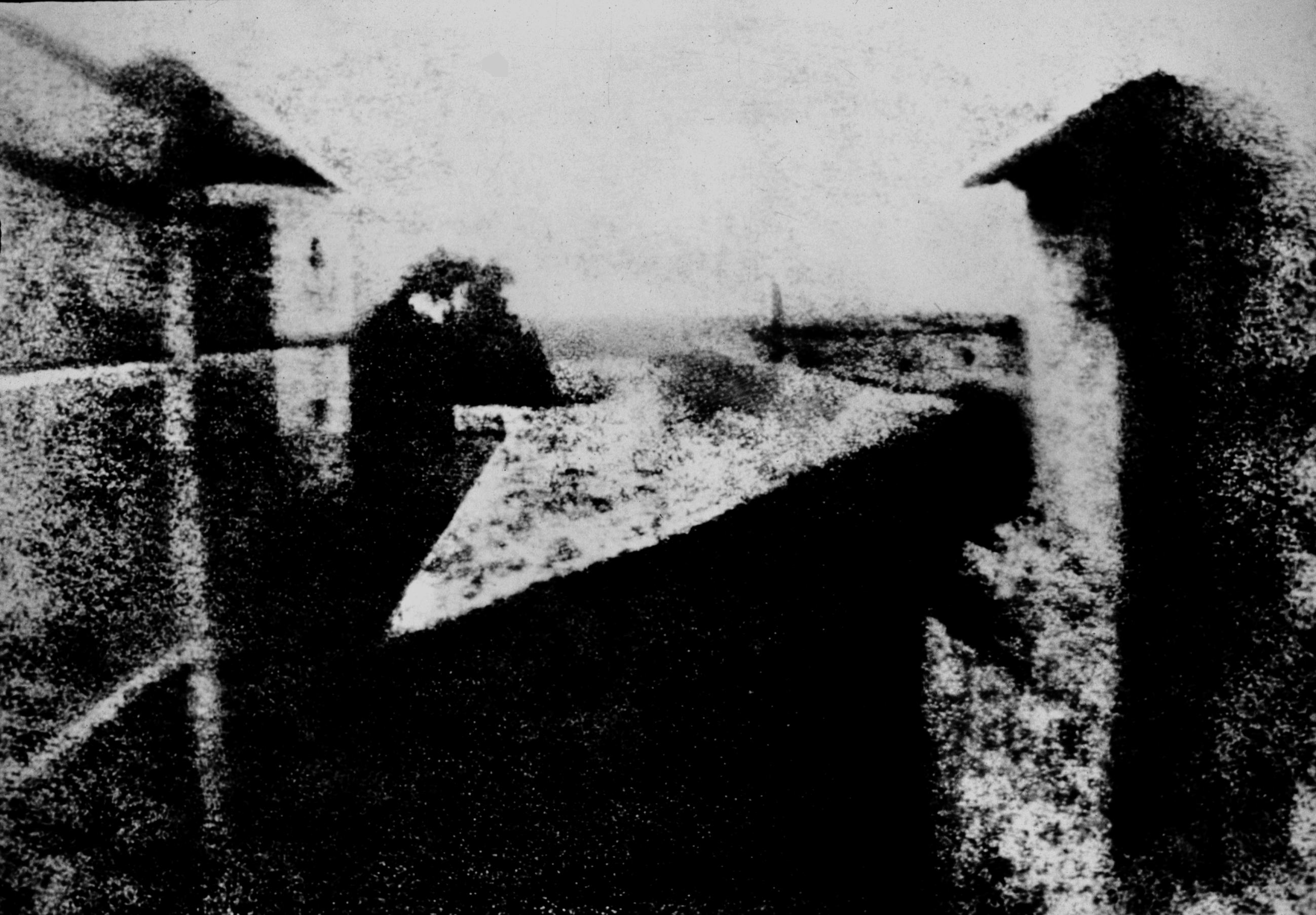
Перша вдала зафіксована фотографія, зроблена Нісефором Ньєпсом 1826 року.

Фотогра́фія або світло́пис (від грецького φώς (φωτός) — світло та γράφω — пишу) — сукупність різноманітних науково-технічних засобів і технологій, які мають на меті реєстрацію поодиноких довготривалих зображень об'єктів за допомогою світла.
Фотографією (світли́ною) називають також результат фотографічного процесу — фотографічний твір, зображення, електронне або отримане на певному матеріалі, здебільшого на цупкому папері. Колекції фотографій називають фотоальбомами. Для відтворення електронного зображення потрібне устаткування на зразок комп'ютера з монітором або проєктором.

## Означення
Зазвичай процес отримання фотографічного зображення охоплює отримання дійсного зображення за допомогою оптичної системи на час експозиції та фіксації цього зображення за допомогою світлочутливої системи у вигляді електронного файлу або на фотоплівці. У випадку фотоплівки отримане зображення зазвичай є негативом, з якого потім отримують позитивне зображення при друкуванні світлин (фотографій) за допомогою фотозбільшувача. Як при отриманні негатива, так і при друкуванні фотографій, зображення спочатку латентне: його потрібно спершу проявити (за допомогою проявника), а потім — зафіксувати. Під час отримання електронної фотографії зображення від оптичної системи оцифровується.
Фотографія широко застосовується на виробництві, в наукових дослідженнях, для офіційних документів і в дозвіллі. Художня фотографія є окремим видом мистецтва. Фотографічний процес лежить в основі створення кіно.

## Класифікація
За використанням технічних засобів фотографію можна умовно поділити на:
- Фотографію традиційну (аналогову), яка базується на досягненнях оптики та хімічних технологій у галузі світлочутливих матеріалів. Аналогова фотографія своєю чергою поділяється на монохромну (зокрема, чорно-білу) та кольорову.
- Фотографію електронну, яка базується на електронно-оптичних технологіях і технічних засобах, як аналогових, так і цифрових — цифрова фотографія.

За відтворюваними подіями на:
- Фотографію репортажну — фіксуються події, що відбуваються без втручання фотографа.
- Фотографію постановну — зрежисовані фотографом кадри на певному тлі.

## Принцип дії

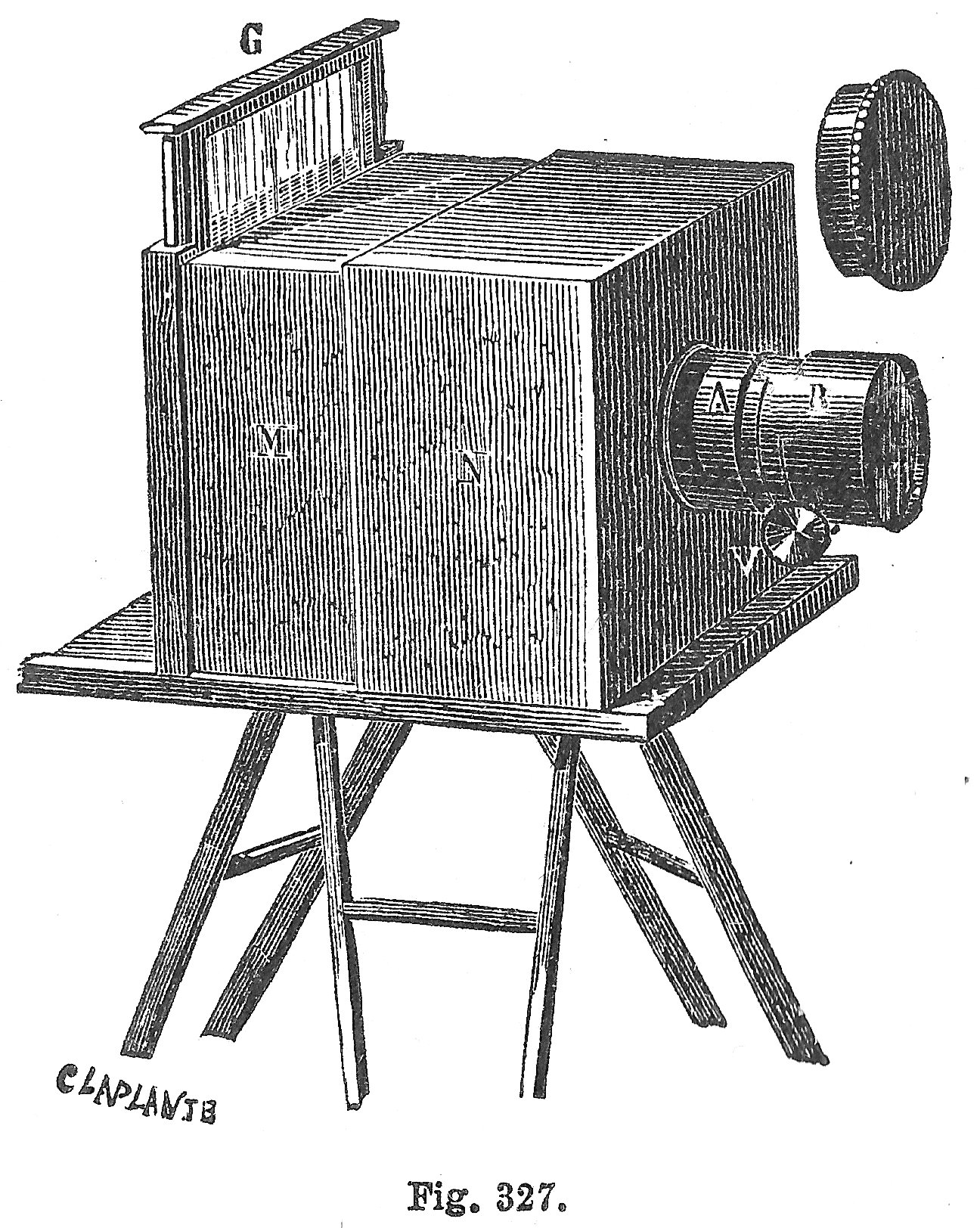
Дагеротип

Принцип дії фотографії заснований на фіксуванні за допомогою хімічних і фізичних процесів зображень, отриманих за допомогою світла або електромагнітного випромінювання інших діапазонів хвиль.
Зображення за допомогою відбитого від предметів світла одержували ще в далеку давнину й застосовували для живописних і, можливо, технічних робіт. Застосовувався метод, названий пізніше ортоскопічною фотографією, який не вимагає оптичних приладів, а тільки вузьких щілин або малих отворів. Зображення проєктувалися на поверхню, що розміщували за цими щілинами або отворами.
Пізніше метод був удосконалений за допомогою оптичних приладів, що розміщувались на місці щілини або отвору. Метод послужив основою для створення камери, що оберігає одержуване зображення від засвічення. Незабаром після винаходу кількома винахідниками методу фіксації зображення, камера-обскура стала конструктивним прообразом фотографічного апарата.

## Історія фотографії
Альберт Магнус виявив нітрат срібла який пізніше буде використовуватися як світлочутливий матеріал в фотоемульсії на плівці.
Георг Фабриціус (1516–71) виявив хлорид срібла, що став основою виробництва фотопаперу.
1727 року лікар з Галлі Йоган Шульц проводив досліди з розчином азотнокислого срібла й крейдою. Коли посудину з сумішшю виставляли на сонячне світло, її поверхня одразу чорніла. При струшуванні розчин знову ставав білим. За допомогою шматочків паперу Шульц одержував на поверхні рідини силуети, за допомогою збовтування знищував їх й одержував нові візерунки. Але ці оригінальні досліди здавалися йому тільки забавою. Минуло ще сто років, перш ніж помічену ним властивість здогадалися використати при виготовленні фотографічних пластин.
Одного разу Йоганн Християн Фабрицій змішав кухонну сіль з розчином азотнокислого срібла й одержав молочно-білий осад, що чорнів від сонячного світла. Фабриціус досліджував це явище, й у своїй книжці про метали, виданій 1556 року, повідомив, що за допомогою лінзи одержав зображення на поверхні осаду, відомого тепер під назвою хлористого срібла, і що зображення це ставало чорним або сірим залежно від тривалості освітлення його сонячними променями. Це був перший дослід в історії фотографії.
Наступна сторінка в історії фотографії пов'язана з ім'ям Томаса Веджвуда. Він клав на папір, зволожений розчином азотнокислого срібла, листя рослин. Після витримки на сонці вкрита листям частина паперу залишалася світлою, освітлена ж частина чорніла. Результатом цього досліду був білий силует на чорному тлі. Однак ці зображення можна було розглядати тільки у світлі свічки, тому що під сонячним промінням вони псувалися. Веджвуд спробував просочити розчином шкіру й виявив, що зображення на ній з'являються швидше. 1802 року Веджвуд опублікував результати своїх дослідів. Поступово він навчився одержувати контурні зображення на папері, шкірі й склі: протягом трьох хвилин — при експозиції їх на сонці, і протягом декількох годин — при витримці їх у тіні. Але ці знімки не витримували сонячного світла (вони не були «зафіксовані»). Лише 1819 року Джон Гершель знайшов речовину, що закріплювала зображення.
1813 року за досліди з фотографічними пластинками взявся французький художник Нісефор Ньєпс (фр. Nicephore Niepce), якому належить основна заслуга у винаході фотоапарата. Близько 1816 року він дійшов до думки одержувати зображення предметів за допомогою так званої камери-обскури. Ця камера була відома ще з давнини. У найпростішому вигляді вона являє собою світлонепроникний ящик з невеликим отвором. Якщо стінка, протилежна отвору, буде з матового скла, то на ній виходить перевернуте зображення предметів, що перебувають перед камерою. Чим менший отвір, тим чіткіші контури зображення й тим воно слабше. На жаль, перше зображення, отримане Ньєпсом 1822 року, не збереглося. Тому першою в історії фотографією вважають «вид із вікна», отриманий ним 1826 року за допомогою камери-обскури на циновій пластинці, вкритій тонким шаром асфальту. Експозиція тривала вісім годин на яскравому сонячному світлі.
1839 року француз Луї Жак Дагерр опублікував спосіб одержання зображення на мідній пластині, вкритій сріблом. Після 30-хвилинного експонування Дагерр переніс пластину до темної кімнати і якийсь час тримав її над парами нагрітої ртуті. Як закріплювач зображення Дагерр використав кухонну сіль. Знімок вийшов досить високої якості — добре видно деталі як у світлих місцях, так і в тінях. Свій спосіб одержання фотографічного зображення Дагерр назвав дагеротипія.
Практично тоді ж англієць Вільям Генрі Фокс Телбот винайшов інший спосіб одержання фотографічного зображення, який він назвав калотипією. Як носій зображення Телбот використав папір, просочений хлористим сріблом. Телбот одержав перший у світі негатив. Експозиція тривала близько години, на знімку — ґратчасте вікно будинку Телбота.
На звання найраніше народженої коли-небудь сфотографованої людини претендують кілька осіб: останній нью-йоркський раб Цезар (нар. 1737), дата народження якого непідтверджена, а також Джон Адамс (нар. 1745) та Конрад Гаєр (нар. 1749 або 1753).
| |  |  |
| Раб Цезар, Джон Адамс та Конрад Гаєр — особи, що претендують на звання найраніше народженої коли-небудь сфотографованої людини |  |  |

Назву «фотографія» було обрано як наймилозвучнішу з декількох варіантів у Французькій академії 1839 року.
Першою жінкою-фотографом була ботанік Анна Аткінс.

## Різновиди фотографії

### Фотоаматорство
Аматорською фотографією займаються ентузіасти або звичайні люди, які не ставлять собі за мету заробіток. Фотолюбителі використовують фотографію для збереження пам'яті про родичів, туристичні поїздки та інші події сімейного життя. Крім цього аматорська фотографія може бути хобі, наближаючись у деяких випадках за якістю до професійних зразків, придатних для продажу. Аматорська фотографія набула поширення наприкінці XIX століття з появою перших компактних фотоапаратів, придатних для зйомки з рук. У СРСР фотолюбителі об'єднувалися у фотоклуби, яких на 1980 рік налічувалося близько 450. У 1975 — 1977 роках було проведено 1-й Всесоюзний фестиваль самодіяльної художньої творчості. На ньому аматорська фотографія представлялася як самостійний вид самодіяльної творчості. Підсумком цього фестивалю стала проведена у жовтні-грудні 1977 року Всесоюзна виставка робіт фотолюбителів у Москві, де було показано близько 800 найкращих фотознімків. Після перебудови фотоклубний рух припинився, а багато фотолюбителів пішли у професійну фотографію.
Сучасні камерафони зробили фотолюбительство по-справжньому масовим і доступним для кожного, а легкість поширення знімків у соцмережах і на фотохостингах різко змінила саму субкультуру аматорської фотографії, яка часто конкурує з фотожурналістикою та іншими жанрами.

### Фотожурналістика
Фотожурналістика є одним із найпоширеніших застосувань фотографії, що створюється у суспільних інтересах для висвітлення поточних новин. Фотожурналістика різко вирізняється з-поміж інших схожих напрямів фотографії (таких, як документальна, вулична фотографія та фотографія знаменитостей) жорстким дотриманням етичних норм, що гарантують неупередженість під час викладу інформації. Особливості професії змушують фотожурналістів бути поінформованими у всіх суспільно важливих подіях, що відбуваються на території розповсюдження свого видання, а також мати уявлення про загальносвітовий суспільно-політичний контекст. При цьому, крім інформативності, фотографії повинні мати естетичну цінність, привертаючи увагу до висвітлюваної новини. Ще одна особливість, що відрізняє фотожурналістику від інших видів фотографії, — необхідність оперативного доставлення готових зображень кінцевому споживачеві. В епоху аналогової фотографії для цього використовувався більдапарат, нині передача здійснюється через мережу Інтернет.

### Судова фотографія

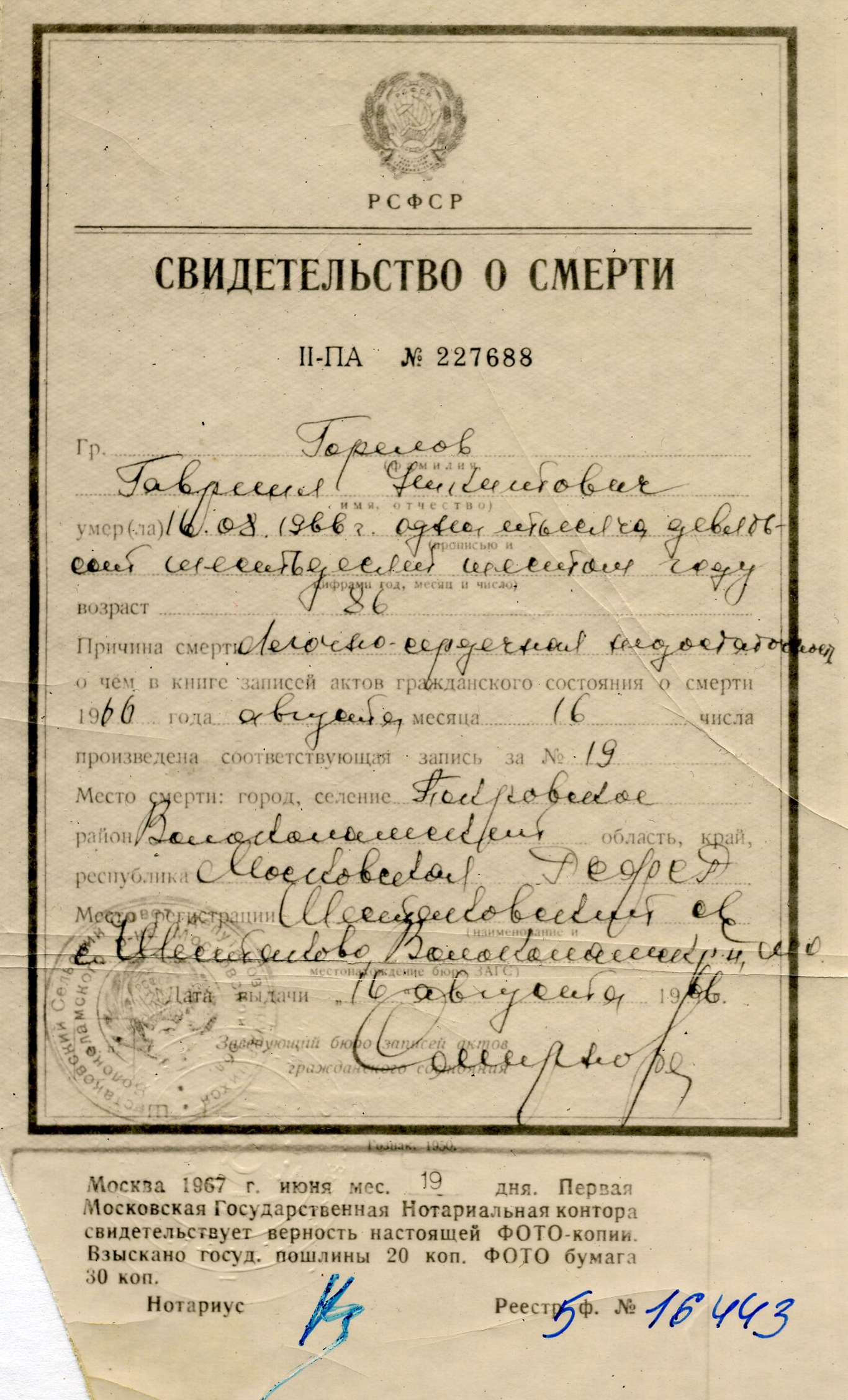
До появи копіювальних апаратів фотокопія документів була поширена в юриспруденції. Засвідчена нотаріусом фотокопія «Свідоцтва про смерть» академіка Г. М. Горєлова

Застосування фотографії, як плівкової, так і цифрової (а нині й розвиток методик розпізнавання та оброблення зображень), дало змогу принципово змінити діяльність органів слідства, зробило низку вже вироблених судових норм більш об'єктивними та дало змогу виробити нові, які ґрунтувалися на документальних властивостях і функціях фотографії, на здатності її об'єктивно фіксувати образ події. Проте поява цифрової фотографії, розвиток програм редагування зображень надзвичайно ускладнило доказ автентичності фотографій. Компромісом на сьогодні є визнання (за замовчуванням) автентичності плівкового фотознімку і цифрового, зроблених у контрольованих умовах. До появи копіювальних апаратів фотокопія документів була поширена в юриспруденції. Змінився підхід до ведення документації (на сьогодні майже всі документи: паспорт, права, візи, особові справи, резюме тощо) обов'язкові з фотографією.

### Наукова фотографія
Астрономія, мікроскопія, ядерна фізика, біологія, картографія: у цих сферах використання фотографії призвело до колосального стрибка в об'єктивності одержуваних результатів, розширення можливостей та прискорення досліджень. Перехід астрономів від спостережень до фотографії з тривалими витримками повністю змінив цю науку та доступні для дослідження простори.
На честь фотографічного методу названий астероїд (443) Фотографика, відкритий в 1899 Максом Вольфом, піонером цього методу в астрономії.

### Фототерапія
1941 року Джозефіна Херрік заснувала в Нью-Йорку Центр реабілітації за допомогою фотографії. У роки Другої світової війни центр об'єднав добровольців, які фотографували в місцях бойових дій своїх товаришів по службі для надсилання знімків їхнім рідним. У повоєнні роки було доведено терапевтичну дію занять фотографією, і до 1970-х років сформувався напрямок фототерапії, який можна використовувати як у рамках комплексів психотерапевтичних технік, так і як самостійну психотехніку.

## Фотографія в Україні
В Україні фотографія з'явилася приблизно в 40-х роках XIX сторіччя, коли в Україну почали приїздити іноземні фотографи, учасники щорічних міжнародних Київських ярмарок — «Контрактів». Фотографи почали залишатися в Україні. Першими фотографами-поселенцями були французи Жак і Шарль-Поль Гербсти. У 1860—90-х роках відкрилися фотостудії професіоналів у Львові, Коломиї, в Одесі, Харкові, Полтаві та інших великих містах. До 1914 року в Києві працювало близько 70 комерційних фотографів[джерело?].
Одним з найвідоміших фотографів в Україні був свого часу Альфред Федецький (1857—1902). Уродженець Житомира, випускник Фотографічного інституту Віденської Академії мистецтв, він спочатку працював у Києві у фотоательє Володимира (Влодзімєжа) Висоцького (1846—1894), уродженця Волині. Потім відкрив власну фотомайстерню у Харкові. Один з класиків художньої фотографії. Робив фотознімки видатних діячів мистецтва, коронованих осіб, чиновників, військових, шляхтичів, міщан. Велика колекція фотознімків харківської майстерні Альфреда Федецького зберігається в фондах історико-культурного комплексу «Замок Радомисль».
Одним з перших фотографів у Галичині був Юліуш Дуткевич, який у 1870-х роках відкрив свій фотобізнес у Львові й Коломиї, виконав серію етнографічних світлин з Гуцульщини й Покуття, які експонувалися на міжнародних фотовиставках та досі не втратили власної вартості. Відомим фотографом був українець Омелян (Еміль) Юркевич, що мав фотоательє в Коломиї, а потім у Перемишлі. Знаним у фотосвіті був і австрієць Александр Кіблер (1874—1964). Він відкрив спочатку фотоательє у Львові, а потім у Коломиї, фотографував останнього імператора Австро-Угорщини Карла Франца Йосифа І, видатних діячів української та польської культур, типи покутян і гуцулів.
Фотографію починають викладати на кінооператорському факультеті Київського театрального інституту ім. Карпенка-Карого; техніку фотографії — у Львівському Політехнічному Інституті. Для потреб побуту влаштовуються періодично в більших містах курси фотографії. При Міністерстві культури в Києві існує експериментальна фотостудія. Виробництво фотоматеріалів: кіно- і великоформатні фотоплівки виробляються в м. Шостка, Сумської області; фотографічний папір — на фабриках у Києві та Переяславі. Фотоапаратура виробляється в Києві (камера «Київ» для 35 мм плівки, яка спочатку копіювала німецький Цейс «Контакс») і біля Харкова (камера «ФЕД» для 35 мм плівки, яка спочатку копіювала німецьку «Лейка»). У Києві виробляють ще дзеркальні однооб'єктивні камери «Київ-88» (6x6 см, яка спочатку копіювала шведську «Хассельблад») та «Київ-60» (6x6 см, яка спочатку копіювала німецьку «Пентакон Сікс») і виробляли камери «Київ-Вега» (для плівки 16 мм), «Київ-35» (для плівки 35 мм). Фотозбільшувачі виробляються у Дніпропетровську, освітлювальна апаратура у Києві (фабрика «КИНАП») та в Одесі, де також виробляють кіноапаратуру.
Видатним українським фотомитцем і теоретиком фотографії був Роман Баран (1925—2004), що видав надзвичайно вартісні спогади «Фотографія впоперек життя» (2015).
Зараз в Україні діє «Національна спілка фотохудожників України» (НСФХУ). Вона була заснована у Києві ще в грудні 1989 року. На сьогодні НСФХУ перетворилась на велику організацію фотомитців, що має свої творчі осередки в усіх обласних центрах України та АР Крим. У великих містах діють фотоклуби, основною метою яких є популяризація фотографії та фотомистецтва й сприяння творчому розвитку фотоаматорів.

## Фотографія та закон
У багатьох юрисдикціях фотографія одночасно обмежена і захищена законом. Захист фотографій зазвичай забезпечується шляхом надання фотографу авторських або моральних прав. У Сполучених Штатах фотографія захищена Першою поправкою до Конституції, і будь-хто може вільно фотографувати все, що бачить у громадських місцях, якщо це знаходиться на виду. У Великій Британії нещодавній закон (Закон про боротьбу з тероризмом 2008 року) збільшує повноваження поліції перешкоджати людям, навіть фотографам преси, фотографувати в громадських місцях. У Південній Африці будь-яка людина може фотографувати будь-яку іншу людину без її дозволу в громадських місцях, і єдине конкретне обмеження, яке накладається урядом, пов'язане з питаннями, що становлять загрозу для національної безпеки. У кожній країні діють різні закони.
Приватна особа, фотознімок якої опубліковано в ЗМІ без її згоди, в деяких випадках може отримати судову компенсацію за вторгнення в приватне життя. У більшості країн публікація знімків, на яких зображені неповнолітні діти, потребує дозволу батьків. Тому всі моделі, які беруть участь у фотосесіях, в обов'язковому порядку підписують так званий «модельний реліз», в якому відмовляються від можливих претензій. Виняток можуть становити тільки випадки, коли зйомка відбувається у громадському місці, де дозвіл не потрібен. Аналогічний реліз потрібен при публікації знімків, що зображують пам'ятники та будівлі, що є інтелектуальною власністю.
Поруч із цими обставинами, фотографія є об'єктом авторського права. Будь-який знімок, якщо він не виконаний на спеціальне замовлення, захищений від незаконного копіювання, тиражування та публікації без дозволу автора. У разі разової публікації в ЗМІ фотографу має бути виплачено гонорар, а у разі повтору в більшості випадків відраховується роялті. Деякі фотоагентства викуповують в автора невиключні права, виплачуючи одноразовий гонорар, незалежно від факту та кількості наступних публікацій. Під час купівлі виняткових права фотограф повністю відчужує на користь покупця всі права на необмежене використання та публікацію проданої фотографії.